# Dark Windows
Dark Windows (Verweistitel: Dark Windows – Fenster zur Finsternis) ist ein US-amerikanisch-norwegischer Horrorfilm aus dem Jahr 2023.

## Handlung
Bei einem selbstverschuldeten Autounfall verlieren Tilly, Monica und Peter ihre Freundin Ali. Auf der Trauerfeier treffen sich die drei wieder. Hier macht Alis Onkel Bob Tilly, die bei dem Unfall am Steuer saß, schwere Vorwürfe. Die Freunde beschließen daraufhin, erst einmal eine Auszeit auf der abgelegenen Farm von Monicas Großeltern zu nehmen, um die Ereignisse für sich zu verarbeiten.
Während sich Peter mit Alkohol betäubt, nimmt Tilly mit ihren Schuldgefühlen Psychopharmaka, Monica indes möchte lieber positiv nach vorn schauen. Plötzlich ist der Datenempfang unterbrochen und merkwürdige Dinge geschehen; so sind Fenster geöffnet, die Kerzen an Alis Schrein brennen wieder und Tilly hört die Stimme von Ali. Als die drei dann am Abend noch feststellen, dass keiner von ihnen Alis Schrein aufgebaut hat, wissen sie, dass sie nicht allein in dem Haus sind. Sie versuchen zu fliehen, doch der Unbekannte hat bereits die Autobatterie ausgebaut.
Sie verschanzen sich im Haus, es läuft eine Tonbandaufnahme aus der Nacht des Unfalls, auf der die jungen Menschen zu hören sind. Nicht Tilly, sondern Peter hat den Wagen alkoholisiert gefahren und Monica hatte wiederholt Alis Gurt gelöst, bevor der Wagen gegen einen Baum fuhr. Tilly gab später an, gefahren zu sein. Als jetzt im Haus jemand die Tür öffnet, schlägt Peter mit einem Baseballschläger auf ihn ein. Entsetzt müssen sie erkennen, dass es ihr Freund Andrew ist, den Monica auch auf die Farm eingeladen hat. Als Monica von dem Unbekannten weggezogen wird, haut Peter ab und lässt Tilly allein zurück.
Als Tilly den Strom abstellt, um das Licht auszuschalten, geht auch der vom Unbekannten im Keller angeschlossene Störsender aus und sie kann einen Notruf absetzen. Doch der Unbekannte kann sie überwältigen. Sie wacht auf, an einen Stuhl gefesselt neben den ebenfalls gefesselten Peter und Monica. Der Unbekannte ist Alis Vater Scott, der alle Geschehnisse im Auto mitangehört hat, da Ali nach einem Anruf nicht aufgelegt hatte. Er tötet Peter und Monica. Als Tilly ihn fragt, was er mit ihr vorhabe, erwidert er: Nichts. Du musst damit leben. Und stellt sich der eintreffenden Polizeibeamten.

## Synchronisation
Die deutsche Synchronisation übernahm die Metz-Neun Synchron Studio und Verlags GmbH in Offenbach. Das Dialogbuch schrieb Raphael Wujanz, der auch die Dialogregie übernahm.
| Rolle  | Darsteller           | Synchronsprecher        |
| ------ | -------------------- | ----------------------- |
| Ali    | Grace Binford Sheene | Grace Dewell            |
| Bob    | Morten Holst         | Matthias Keller         |
| Louise | Rachel Fowler        | Gabi Franke             |
| Monica | Annie Hamilton       | Anna Ewelina            |
| Peter  | Rory Alexander       | Louis Friedemann Thiele |
| Scott  | Jóel Sæmundsson      | Matthias Hoff           |
| Tilly  | Anna Bullard         | Christiane Werk         |

## Produktion
Der Film wurde in Norwegen gedreht.

## Rezeption

### Kritiken
Die Redaktion des Lexikons des internationalen Films gibt den Film insgesamt 3 von 5 möglichen Sternen und schreibt als Resümee: „Von der Konstellation ein klassisches Slasherszenario, hält sich der Film mit den genreüblichen ‚Kill Thrills‘ völlig zurück. Er entfaltet sich eher als Psychodrama, das von sorgfältigen Figurenzeichnungen lebt, und steigert sich erst zum Ende hin zu veritablem Horror.“
Oliver Armknecht bewertet den Film in seiner Besprechung des Films auf film-rezensionen.de mit insgesamt 5 von 10 Punkten.